# Landständische Verfassung
Landständische Verfassung ist ein Ausdruck aus Artikel 13 der Deutschen Bundesakte von 1815 für den Deutschen Bund. Dieser besagte: „In allen Bundesstaaten wird eine Landständische Verfassung stattfinden.“ Allerdings wurde nicht definiert, was unter einer solchen Verfassung zu verstehen ist. Das bot den Einzelstaaten im Deutschen Bund Gelegenheit, die Einsetzung einer modernen Repräsentativverfassung hinauszuzögern.
Dennoch waren die Bestimmungen der Bundesverfassung für die Landesverfassungen nicht ohne Bedeutung. Ein Landesherr durfte eine einmal eingerichtete Verfassung nicht willkürlich abschaffen, sondern nur nach denjenigen Regeln abändern, die in der Verfassung selbst angegeben waren. Untertanen konnten sich beschweren, wenn dauerhaft keine Verfassung zustande kam; solche Beschwerden blieben jedoch folgenlos.
Ferner findet man den Ausdruck „Landständische Verfassung“ in der zeitgenössischen Debatte sowie in der heutigen Geschichtswissenschaft. Gemeint sind Verfassungen auf ständischer Basis, mit Beteiligung von Landständen. Auch einzelne Verfassungen wie die des Königreichs Württemberg von 1815 beinhalten den Ausdruck.

## Auslegungen
Die Bestimmung in Artikel 13 erklärte nicht, was mit „landständisch“ gemeint war, welchen Anforderungen die Verfassung entsprechen musste und bis wann die Einzelstaaten eine Verfassung einzurichten hatten. Damit vermied man es, in die Souveränität der Landesherren einzugreifen. So war auch die Formulierung „wird“ statt „soll“ eine Abschwächung der ursprünglichen Formulierung aus dem Entwurf.

### Landständische Verfassung als Repräsentativ-Verfassung
An eine altständische Verfassung dachten die Zeitgenossen längst nicht mehr. Doch, so Ernst Rudolf Huber, schwankte man in der Interpretation „zwischen der Deutung im Sinn historischer Stände und der Deutung im Sinn einer Repräsentation des Volks in seiner gegenwärtigen Sozialstruktur.“ Die öffentliche Meinung dachte damals an ein repräsentatives System eventuell mit Zweikammerparlament, entsprechend den süddeutschen Verfassungen, die man bis dahin kannte. Dabei
- wurde die erste Kammer mit Adligen und anderen Standesvertretern (zum Beispiel von Kirchen oder Universitäten) besetzt und
- war das aktive und passive Wahlrecht ungleich, das heißt, dass die Besitzenden und Gebildeten allein stimmberechtigt waren, mehr Stimmen hatten oder ihre Stimme ein größeres Stimmgewicht erhielt,
- außerdem hatte der Landesherr ein Vetorecht, wenn ihm ein Beschluss der Kammern nicht gefiel.

Ferner fehlte in Artikel 13 eine Bestimmung darüber, wie die Verfassung ins Leben zu rufen sei. Gängigerweise gab es drei Möglichkeiten:
- Der Landesherr war bislang an keine Verfassung oder Ständevertretung gebunden und konnte einseitig eine Verfassung erlassen (oktroyierte Verfassung).
- Der Landesherr musste die Verfassung vereinbaren, und zwar mit einer Ständevertretung, die es bereits gab (notwendige Verfassungsvereinbarung),
- oder aber er vereinbarte sie mit einer neuen Volksvertretung, die eigens zur Vereinbarung gewählt wurde (freiwillige Verfassungsvereinbarung).[2]

### Landständische Verfassung als konservatives Gegenmodell

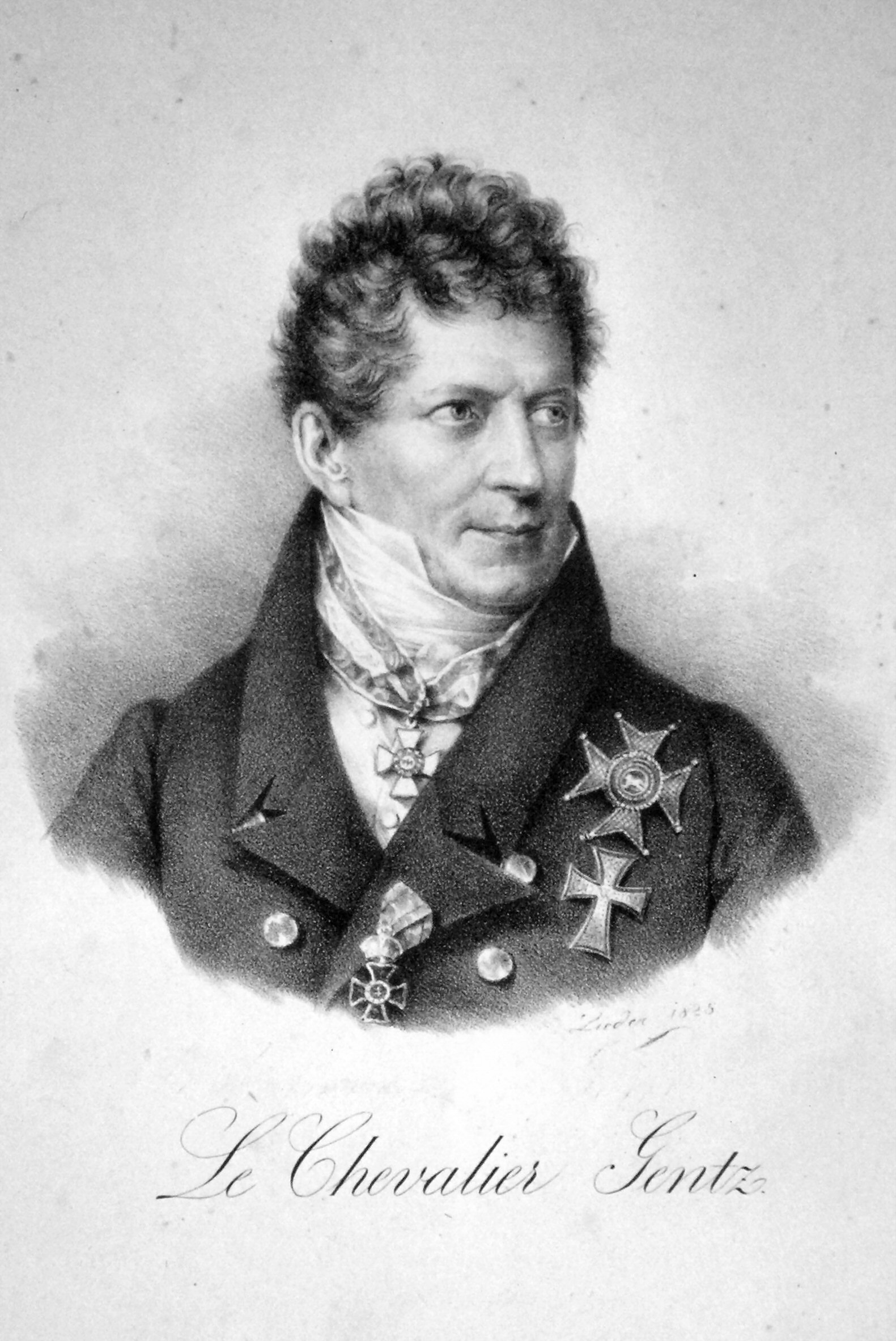
Friedrich von Gentz (Zeichnung von 1825), ein aus Preußen stammender Schriftsteller und Politiker, war ein enger Vertrauter Metternichs.

Als die Reaktion jedoch erstarkte und sich gegen die revolutionären Bestrebungen im Deutschen Bund wandte, schrieb der konservative Publizist Friedrich von Gentz ein Gutachten „Über den Unterschied zwischen den landständischen und Repräsentativ-Verfassungen“ (1819). Seiner Auffassung nach bedeutete der Ausdruck in Artikel 13: Bereits bestehende Körperschaften, wie der Adel, entsandten Vertrauensmänner in das Parlament, die diese Körperschaften vertreten. In der Repräsentativverfassung hingegen vertrete jeder Abgeordneter das gesamte Volk. Gentz zufolge verbot Artikel 13 sogar eine Repräsentativverfassung, die dem verwerflichen Gedanken der Volkssouveränität Vortrieb leiste.
Ernst Rudolf Huber hat dieser Auffassung vehement widersprochen. Gentz habe die landständischen Verfassungen einfach den altständischen gleichgesetzt und damit die Verfassungsautonomie der Länder unzulässig eingeschränkt. Die Staaten hätten im Jahr 1815 in der Bundesakte bewusst die konkrete Einrichtung von Vertretungskörperschaften offen gelassen.
Michael Kotulla hält dem entgegen, dass die Bestimmungen der Bundesakte „bewusst unzulänglich ausformuliert“ worden sind: „Offene Formeln sind eben keineswegs so harmlos, wie es der mitunter im vermeintlich unverbindlichen Wortlaut sich widerspiegelnde weiche Kompromiss suggeriert. Sie bilden nämlich oftmals das legale Einfallstor für von vielen unerwünschte, deswegen aber keineswegs per se illegale Maßnahmen.“ Gentz’ Interpretation sei eine mögliche, wenngleich nicht die einzig mögliche Lesart.
Der österreichische Staatskanzler Klemens von Metternich machte sich die Auffassung von Gentz zu eigen. Auf den Karlsbader Konferenzen (1819) kam Gegenwind von Bayern und Baden, die bereits Repräsentativverfassungen hatten. Sie verneinten sogar, dass diese konkreten Verfassungen überhaupt dem Typ entsprächen, den Gentz als Repräsentativverfassung bezeichnete. Der Vertreter Württembergs hingegen sprach offen aus: Mit der bayerischen und badischen Verfassung gäbe es bereits Repräsentativverfassungen in Einzelstaaten, diesen Zustand könne man nicht rückgängig machen. Metternich scheiterte zwar mit seinem Hauptziel, erreichte aber, dass bis 1830 kaum neue Repräsentativverfassungen zustande kamen.

## Wiener Schlussakte

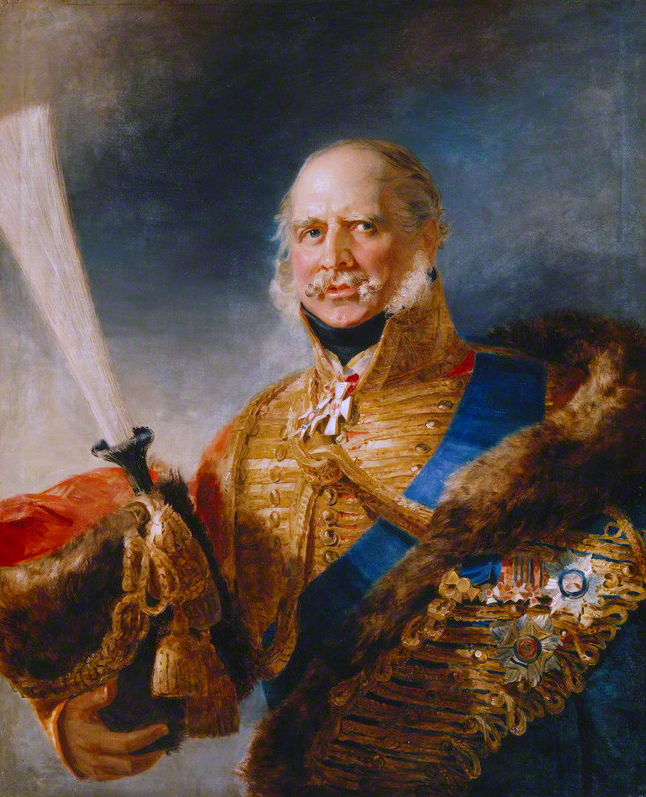
Ernst August I., der König von Hannover seit 1837. Bei Herrschaftsantritt hob er die geltende Verfassung auf. Trotz deutschlandweiter Empörung griff der Bundestag nicht ein.

Die Karlsbader Konferenzen führten mit zur Wiener Schlussakte von 1820. Obwohl die konservativen Staatsmänner die Bundesverfassung zurückentwickeln wollten, konnten sie sich der Logik der Sache nicht entziehen und stabilisierten die landständischen Verfassungen. Zwar waren sie gegen die Demokratie, aber eben auch gegen willkürlichen Rechtsbruch von oben, der die zu sichernde Ordnung gefährdete.
Das war auch die ursprüngliche Absicht hinter Artikel 13 der Bundesakte: Die Autonomie der Staaten bezüglich ihrer Verfassung sollte eingeschränkt werden, da Fürstenwillkür und Despotie das Herrschaftssystem an sich unterhöhlten. Michael Kotulla: „Zugestanden sollte […] aber nur dasjenige werden, was sich aufgrund der tatsächlichen Verhältnisse in den Ländern – die in der Tat denkbar unterschiedlich waren – nicht vermeiden ließ.“
So erklären sich Artikel 54 und 56 der Wiener Schlussakte. Artikel 54 bekräftigte die Pflicht der Staaten, eine Verfassung einzurichten. Untertanen konnten eine Beschwerde einreichen, wenn dies nicht geschah. Allerdings bedeutete dies in der Praxis wenig – nicht verwunderlich, da gerade die führenden Staaten Österreich und Preußen sich einer Verfassung verweigerten. Artikel 56 besagte: „Die in anerkannter Wirksamkeit bestehenden landständischen Verfassungen können nur auf verfassungsmäßigem Wege wieder abgeändert werden.“ Landesherren mussten daher nicht nur einen Umsturz von unten verhindern. Sie durften ebenso wenig selbst in einem Staatsstreich die Verfassung ändern oder abschaffen. Die „anerkannte Wirksamkeit“ bezog sich darauf, dass die Verfassung wirklich angewandt wurde – auf diese Weise konnte man kein altständisches, theoretisch gültiges Verfassungsrecht wiederherstellen, das seit dem Absolutismus einfach nicht mehr angewandt worden war.
Im Königreich Hannover führte die Aufhebung des 1833 in Kraft getretenen Staatsgrundgesetzes durch Ernst August I. zum 1. November 1837 zum Protest der „Göttinger Sieben“.

## Belege
1. ↑  Ernst Rudolf Huber: Deutsche Verfassungsgeschichte seit 1789. Band I: Reform und Restauration 1789 bis 1830. 2. Auflage, Verlag W. Kohlhammer, Stuttgart [u. a.] 1967, S. 640.
2. ↑  Ernst Rudolf Huber: Deutsche Verfassungsgeschichte seit 1789. Band I: Reform und Restauration 1789 bis 1830. 2. Auflage, Verlag W. Kohlhammer, Stuttgart [u. a.] 1967, S. 641 f.
3. ↑  Ernst Rudolf Huber: Deutsche Verfassungsgeschichte seit 1789. Band I: Reform und Restauration 1789 bis 1830. 2. Auflage, Verlag W. Kohlhammer, Stuttgart [u. a.] 1967, S. 643 f.
4. ↑  Ernst Rudolf Huber: Deutsche Verfassungsgeschichte seit 1789. Band I: Reform und Restauration 1789 bis 1830. 2. Auflage, Verlag W. Kohlhammer, Stuttgart [u. a.] 1967, S. 644.
5. ↑  Michael Kotulla: Deutsches Verfassungsrecht 1806–1918. Eine Dokumentensammlung nebst Einführungen. 1. Band: Gesamtdeutschland, Anhaltische Staaten und Baden. Springer, Berlin [u. a.] 2006, S. 344.
6. ↑  Ernst Rudolf Huber: Deutsche Verfassungsgeschichte seit 1789. Band I: Reform und Restauration 1789 bis 1830. 2. Auflage, Verlag W. Kohlhammer, Stuttgart [u. a.] 1967, S. 643–645.
7. ↑  Ernst Rudolf Huber: Deutsche Verfassungsgeschichte seit 1789. Band I: Reform und Restauration 1789 bis 1830. 2. Auflage, Verlag W. Kohlhammer, Stuttgart [u. a.] 1967, S. 646.
8. ↑  Michael Kotulla: Deutsches Verfassungsrecht 1806-1918. Eine Dokumentensammlung nebst Einführungen. 1. Band: Gesamtdeutschland, Anhaltische Staaten und Baden, Springer, Berlin [u. a.] 2006, S. 342.
9. ↑  Ernst Rudolf Huber: Deutsche Verfassungsgeschichte seit 1789. Band I: Reform und Restauration 1789 bis 1830. 2. Auflage, Verlag W. Kohlhammer, Stuttgart [u. a.] 1967, S. 646–649.